# ドイツ並木街道

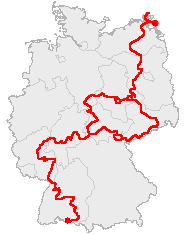
ドイツ並木街道ルートマップ

ドイツ並木街道（ドイツなみきかいどう、ドイツ語: Deutsche Alleenstraße）は、ドイツ観光街道の一つ。
ドイツ北東端、バルト海のリューゲン島の街ゼリンおよびアルコーナ岬から、ドイツ南西部、ボーデン湖に浮かぶ小島ライヒェナウ島まで、ドイツ全土の美しい並木道 (Allee) のある街を全長約2,500kmの一本の並木道で結ぶという壮大な観光街道である。
これを提唱し、推進しているのは、ドイツ自動車運転者協会 (ADAC), ドイツ旅行業者連盟 (Deutscher Tourismusverband) 及びドイツ森林保護連盟 (Schutzgemeinschaft Deutscher Wald) である。

## ルート

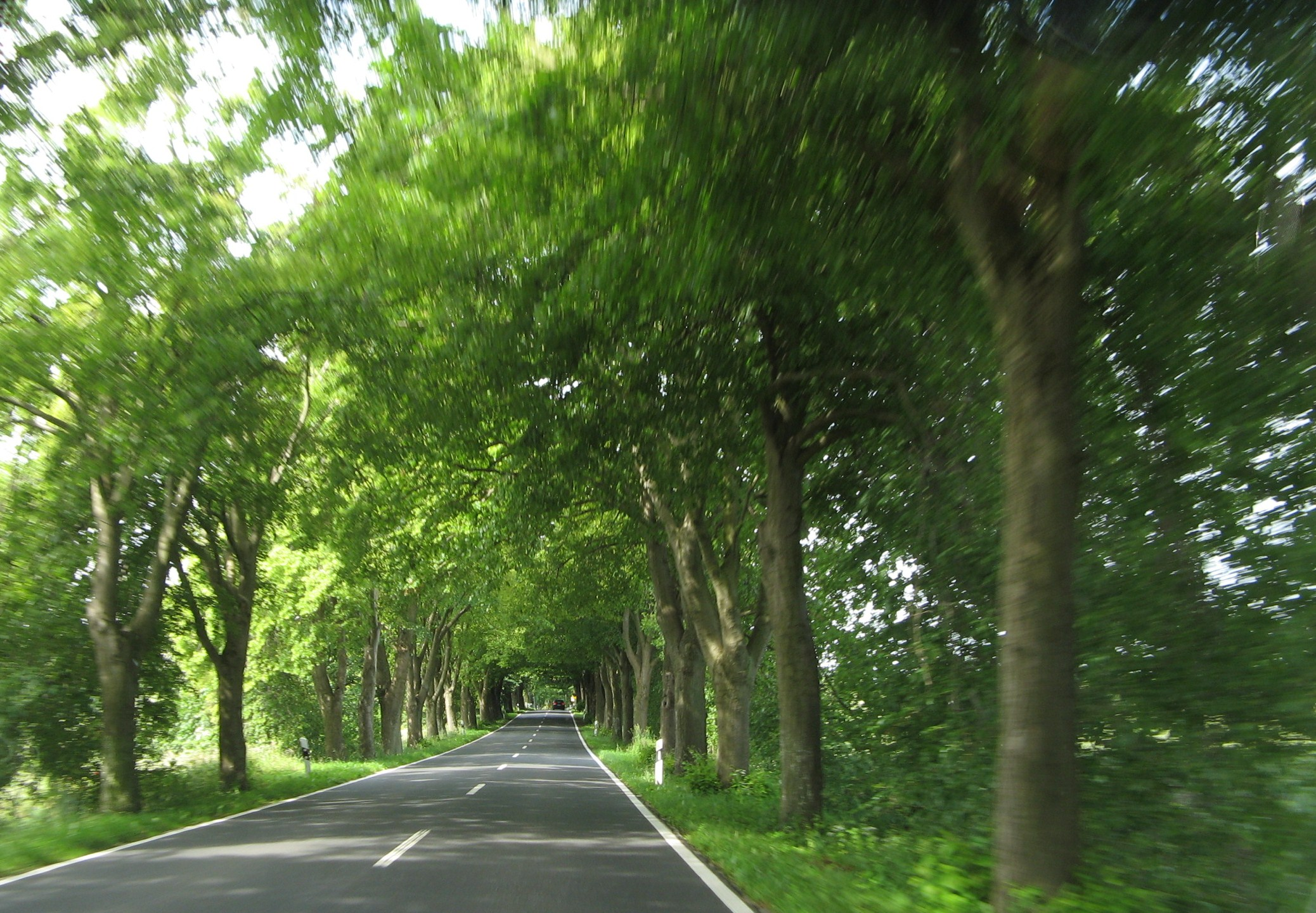
リューゲン島

ドイツ並木街道ワーキンググループ (Arbeitsgemeinschaft Deutsche Alleenstraße e. V.) の資料では全行程を次の8つの部分に分割し、詳述している。
1. リューゲンからラインスベルク
2. ラインスベルクからルターシュタット・ヴィッテンベルクおよびデッサウまで
3. デッサウからデューダーシュタットまで
4. ヴィッテンベルクからドレスデンを経由してプラウエンまで
5. デューダーシュタットおよびプラウエンからフルダまで
6. フルダからバート・クロイツナハまで
7. バート・クロイツナハからフロイデンシュタットまで
8. フロイデンシュタットからコンスタンツまで

本項では、これらを大まかに5つに分類してルートを説明する。

### リューゲン島からブランデンブルク州まで

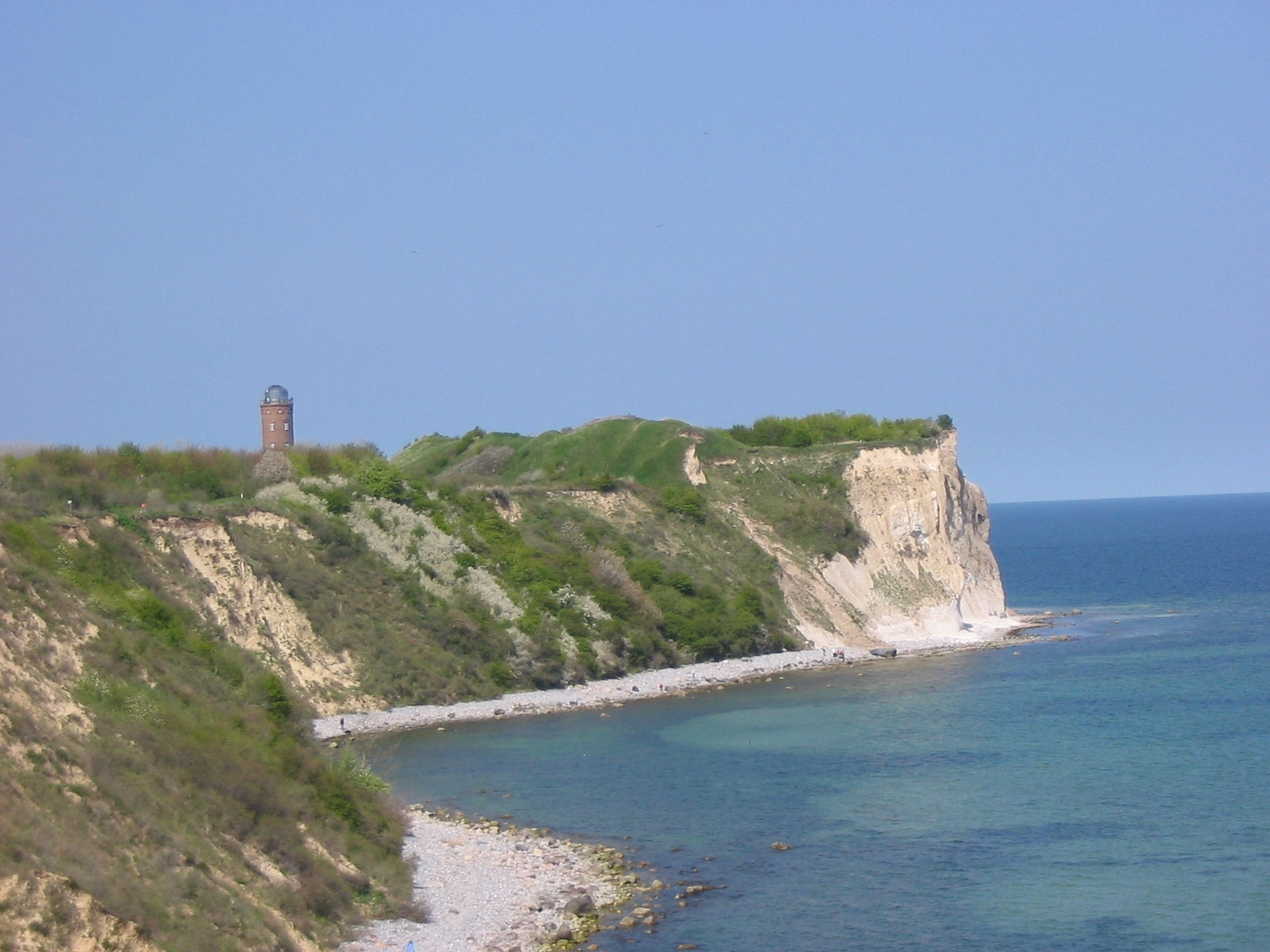
アルコーナ岬

リューゲン島の東端ゼリン (Sellin) と北端のアルコーナ岬 (Kap Arkona) を発した街道は島内のプトブス (Putbus) で合流し、シュトラールズントで本土に入る。街道はメクレンブルク＝フォアポンメルン州を南下、同州南部のミューリッツ国立公園を西から南へ回り込みノイシュトレーリッツ (Neustrelitz)の西で再び南下してブランデンブルク州に入る。ブランデンブルク州でも街道は南下を続け、ベルリンおよび州都ポツダムの西、ブランデンブルク・アン・デア・ハーフェルを通って、ザクセン＝アンハルト州に入る。この州境近くの街シュトラアハ (Straach)で街道は二手に分かれる。一方は、デッサウから西へ進むルート、もう一方は南西のルターシュタット・ヴィッテンベルクからザクセン州へ向かうルートである。これらには特に名称はついていないが、本項では区別のため前者をニーダーザクセン・ルート、後者をザクセン・ルートと仮に呼ぶこととする。

### ニーダーザクセン・ルート

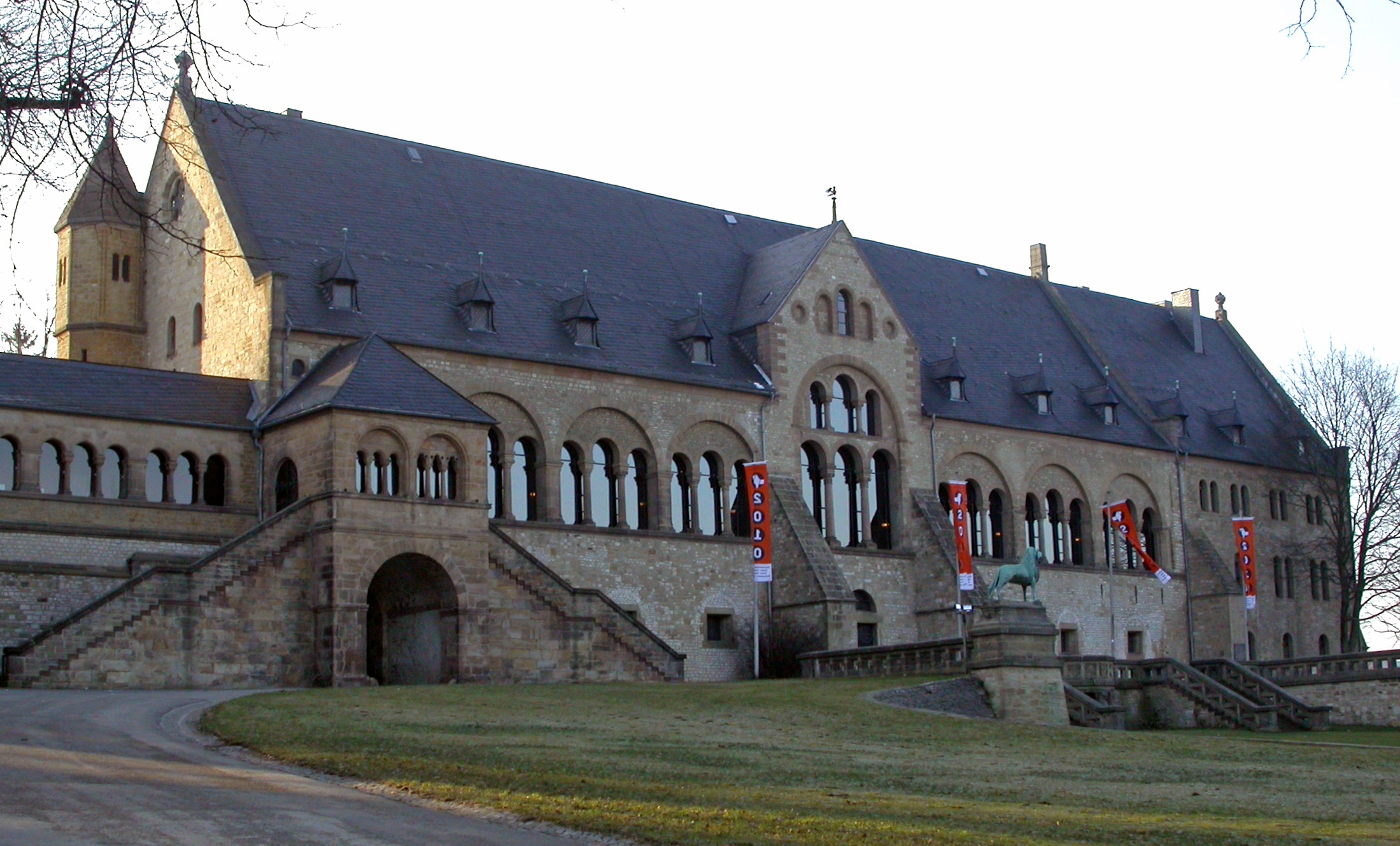
ゴスラーに遺る皇帝の城館

シュトラアハの南西の街コスヴィヒ (Coswig) から西へ進みロスラウ (Roßlau) へ向かうルートと南のヴェルリッツ (Wörlitz) へ向かうルートに分かれるが、これはデッサウですぐに合流する。ヴェルリッツから東へ向かいザクセンルートに合流するルートもある。デッサウから西へ向かいヨハン・ゼバスティアン・バッハが宮廷楽長を務めたケーテンで再び南北に分岐するが、これもケーテンの北西30kmほどの街シュタスフルト (Staßfurt) で合流する。街道はさらに西に向かい、ロマネスク様式の聖堂や旧市街をもつ世界遺産の街クヴェードリンブルクを南に見ながら、ハルバーシュタット (Halberstadt) を経て、ブロッケン現象で高名なブロッケン山の北麓で州境を越え、ニーダーザクセン州に入る。10世紀に開坑された古い銀や鉛の鉱山都市で世界遺産にも登録されているゴスラーを出ると街道は南に方向を転じ、ノルトハイム (Northeim) を通りゲッティンゲンの北をかすめるようにして南東へ向かい、木組みの建築が美しいデューダーシュタット (Duderstadt) を抜けてハイルバート・ハイリゲンシュタット (Heilbad Heiligenstadt) からテューリンゲン州に入る。ミュールハウゼン (Mühlhausen)、アイゼナハと南下し、アイゼナハの南45kmほどの地点でザクセン・ルートと合流する。

### ザクセン・ルート

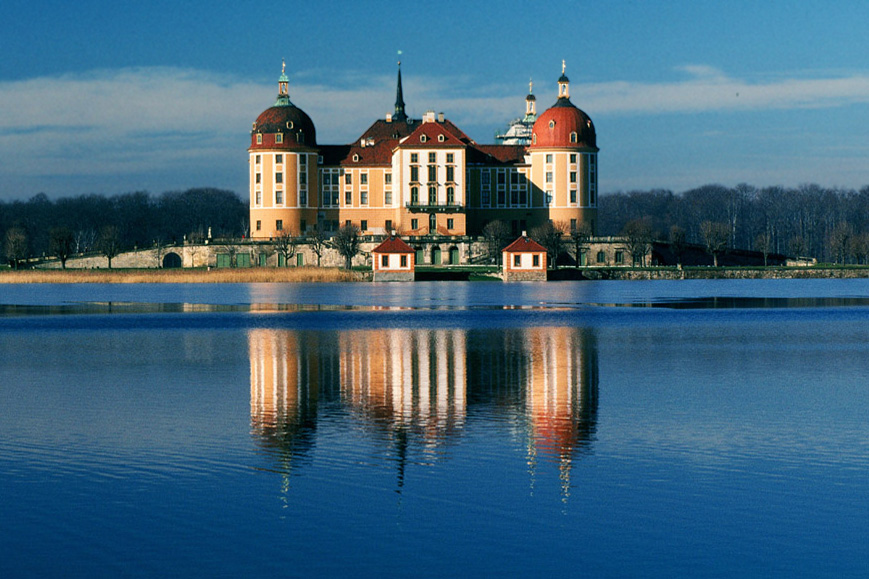
ドレスデンの北モリッツブルク城

シュトラアハから南下した道とヴェルリッツから東進した道は世界遺産の街ルターシュタット・ヴィッテンベルクで合流し、やはり世界遺産に登録されているザクセン州の大都市ドレスデンを目指す。ルートはエルベ川に沿って南東へ進むが、途中トルガウ (Torgau) からダーレナー・ハイデを南に縦断する。その後ライプツィヒとドレスデンとを結ぶ幹線道路に出て磁器とワインで名高いマイセンまで来ると東に向かい、美しいモーリッツブルク (Moritzburg)　で南に転じてドレスデンに至る。ドレスデンからさらに南東へ進み、ハイデナウ (Heidenau) から南西に方向を転じてエルツ山地へ入る。ザイダ (Sayda) からは銀街道と同じルートをアウエまでたどりさらに南西のエルスニッツ (Oelsnitz)まで進む。ただしハイデナウからエルスニッツまでは公式サイトの2005年の資料によれば街路樹の育成中となっている。ここから進路を西北西に取り、古都プラウエンからテューリンゲン州に入ったところで、二手に分かれるが、すぐにツィーゲンリュック (Ziegenrück) で合流し、さらに西北西へと進む。ヨハン・ゼバスティアン・バッハがオルガン奏者を務めたアルンシュタット (Arnstadt)からはやや南よりに転じ、マイニンゲン の西20kmほどの地点でニーダーザクセン・ルートと合流する。

### ヘッセン州からラインラント＝プファルツ州

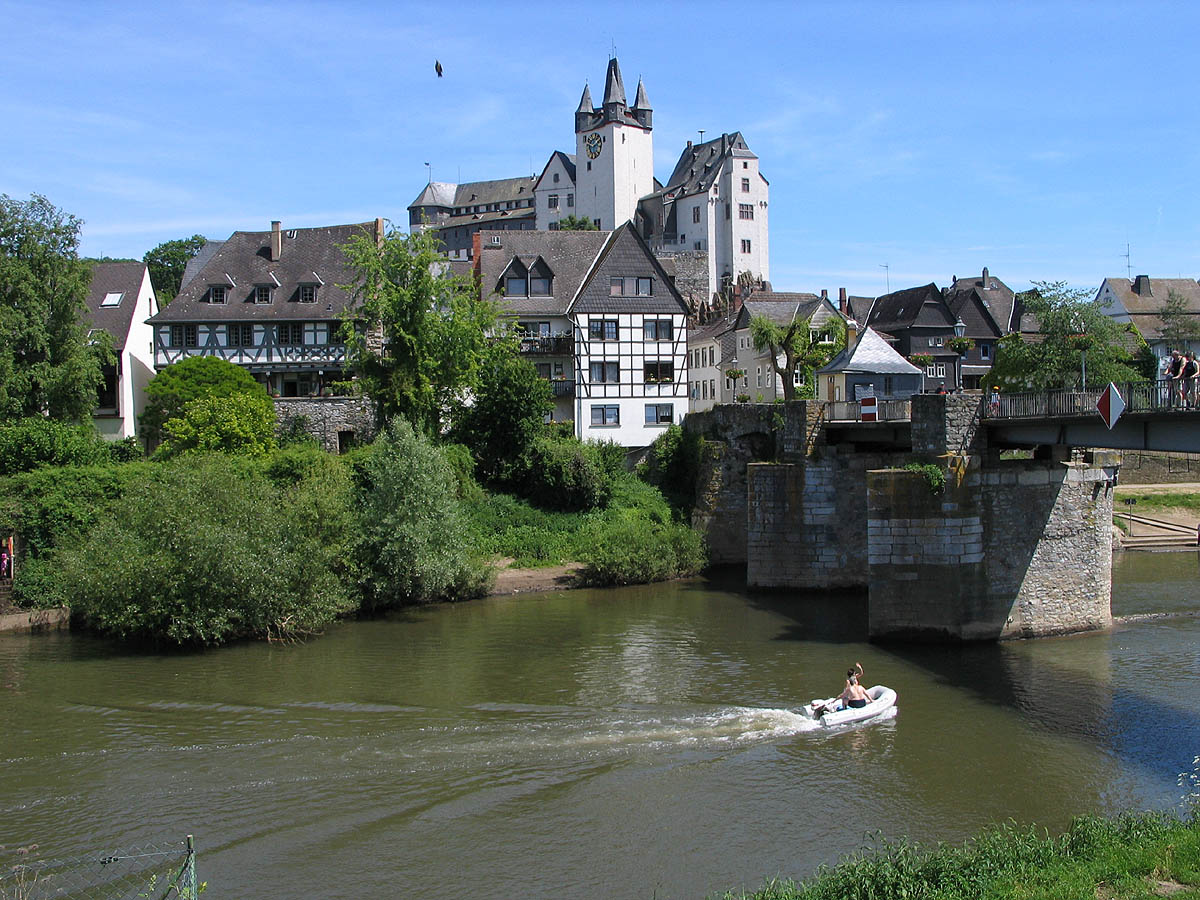
リムブルク近郊ラーン川に面したディーツの町並み

合流後街道は西に進み、わずかにバイエルン州をかすめるがすぐにヘッセン州へと進み、バロック都市フルダに至る。フルダから西へ進むが、30kmほどのショッテン (Schotten) から先は、2005年の公式サイトの資料によれば植樹育成中とのことである。街道はフランクフルトには入らず、その北側30kmほどのフリートベルク (Friedberg) を経由して西進し、リムブルク(Limburg)から、ラインラント＝プファルツ州に入る。州境付近はラーン川に面した美しい街が点在するところとしても知られている。コブレンツの東バート・エムスから方向を南に転じ、ブラウバッハとボッパルトの間でライン川を渡り南下して、イーダル＝オーバーシュタインの東25kmほどのバート・ゾーベルンハイム (Bad Sobernheim) から東に向かう。さらにマインツの南25kmほどの地点で南に再び方向を転ずる。この地点付近は、北にマインツ、ヴィースバーデン、東にダルムシュタットといった大都市がひしめき合う地点であるが、街道はそれらの郊外を回り込むように進んでいる。南に進む街道は、マンハイムの西20kmほどの街バート・デュルクハイムを経由し、フランス国境にぶつかって東に進路を取って再びライン川を渡る。

### バーデン＝ヴュルテンベルク州

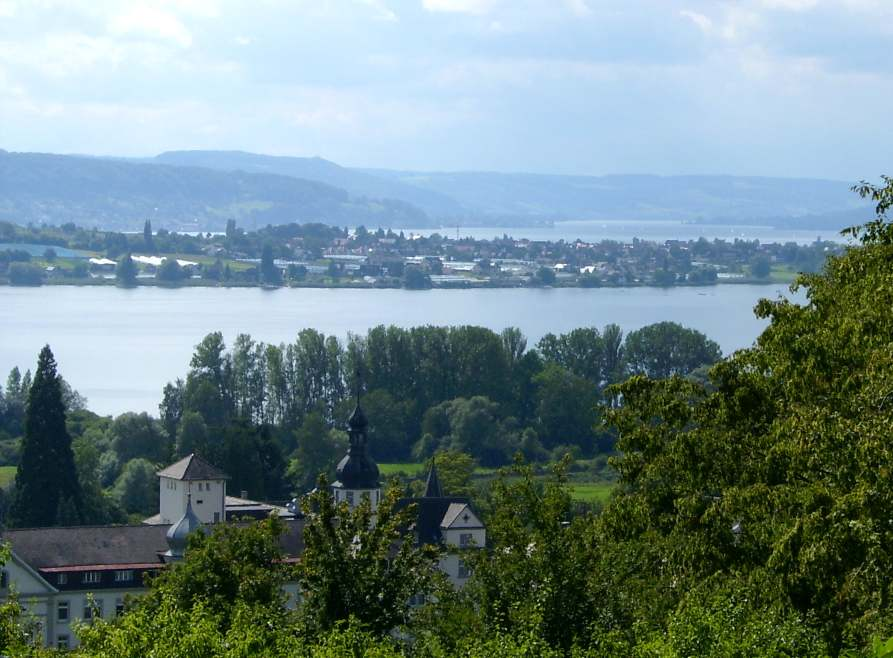
ライヒェナウ島遠望

ライン川を渡ると、バーデン＝ヴュルテンベルク州の街カールスルーエである。カールスルーエからは南に進み、60kmほどの街フロイデンシュタット (Freudenstadt) で東に方向を変える。テュービンゲンを経て、ロイトリンゲンらは南に進む。リヒテンシュタイン城を過ぎ、進路をやや東向きに変えながら進み、ラーフェンスブルク (Ravensburg)で、南西に進み、ボーデン湖の畔の街メーアスブルクに到着する。船でボーデン湖を西に渡り、リゾートの街コンスタンツへ。さらに西の湖上に浮かぶ小島が並木街道の終着点ライヒェナウ島である。